# Ret Chhon
Ret Chhon (Khmer រ៉េត ឈន់; * 1940) ist ein ehemaliger kambodschanischer Radrennfahrer.

## Sportliche Laufbahn
Chhon war im Straßenradsport aktiv. Er war Teilnehmer der Olympischen Sommerspiele 1964 in Tokio. Dort startete er auf der Straße. Im Mannschaftszeitfahren kam Kambodscha mit Ret Chhon, Khem Son, Van Son und Yi Yuong auf den 27. Rang. Über sein weiteres Leben und seine sportlichen Erfolge ist nichts bekannt.